# Aleksander Gobronidze
Aleksander Gobronidze (ur. 1925, zm. 20 stycznia 2004) – polityk gruziński.

## Życiorys
Był przewodniczącym parlamentu autonomicznej republiki wchodzącej w skład Gruzji – Adżarii. Zmarł na zawał serca podczas sesji parlamentu, w burzliwym dla Adżarii okresie – zarysowywania się konfliktu między prezydentem Adżarii Asłanem Abaszydze a nowym prezydentem Gruzji Michaiłem Saakaszwilim.